# José Iranzo Bielsa
José Iranzo Bielsa (Andorra, Aragó, 20 d'octubre de 1915 - 22 de novembre de 2016) va ser un pastor i cantant de jota aragonesa conegut com a Pastor d'Andorra. Tenia altres sobrenoms com Tracaletas o El Militar.

## Biografia
Fill de família modesta, va perdre el pare i dos germans per les epidèmies de grip. Va aprendre a cantar jotes escoltant altres pastors, i perfeccionà la tècnica amb Pascuala Perié, directora de l'escola municipal de jota de Saragossa abans de començar a ser reclamat per cantar en diversos indrets d'Aragó. A nivell internacional també va fer diverses actuacions, per exemple a Londres o Nova York, on va cantar una jota en anglès a Robert Kennedy, després de la mort del seu germà John.
Va rebre diversos reconeixements, com ser nomenat fill perdilecte del seu poble el 1994, fou fill adoptiu de Terol el 2015, va rebre la medalla al mèrit cultural del govern d'Aragó el 1992 i la creu del mèrit civil del rei Joan, entre d'altres.